# سعیده قدس
سعیده قدس (متولد ۱۳۳۰ ، تهران ) نویسنده، کارآفرین و نیکوکار ایرانی است که مؤسسه خیریه محک را تأسیس کرده‌است.
وی در خانواده ای فرهنگی با پشتوانه وزین سلاله طالقانی _تفرشی خود رشد نموده لذا، از کودکی علاقه خاصی به نویسندگی داشت و بیشتر اوقات فراغت خود را به نویسندگی می‌پرداخت. می‌توان گفت که این علاقه مهم‌ترین چیزی است که از دوران کودکی خود به ارث برده‌است؛ به گونه ای که همین حالا هم کتاب‌های مختلفی را منتشر کرده، و از معروف‌ترین آن‌ها می‌توان به کتاب «کیمیا خاتون» اشاره کرد، که مورد توجه مخاطبان زیادی قرار گرفته‌است.
وی در دانشگاه تهران در رشته کارشناسی جغرافیا با گرایش سیاسی قبول شد و پس از فارغ‌التحصیلی از دانشگاه، در اداره دخانیات به عنوان کارشناس برنامه و بودجه شروع به فعالیت می‌کند. در این زمان در آزمون کارشناسی ارشد قبول شده و در رشته جامعه‌شناسی شهری از سازمان برنامه و بودجه ادامه تحصیل می‌دهد. پس از گذشت چند سال در وزارت صنایع و معادن به عنوان کارشناس روابط بین‌الملل مشغول به کار می‌شود.

## زندگیِ حرفه‌ای
سعیده قدس از مؤسسان مؤسسه خیریه حمایت از کودکان مبتلا به سرطان ) است. او نویسنده چندین کتاب نیز بوده‌است. وی در فهرستی که روزنامهٔ وال استریت ژورنال برای ۵۰ زن برتر سال ۲۰۰۸ معرفی کرد و با رتبه ۴۵ یکی از معرفی‌شدگان بود. او همچنین جایزه بانک توسعه اسلامی (IDB) را در همان سال در حوزه "زنان در توسعه" دریافت کرد. ایشان دارنده نشان لیاقت در کارآفرینی اجتماعی از گروه علمی پژوهشی کارآفرینان و مدیران بزرگ ایرانی (سالن اجلاس سران ۹ اسفند ۱۳۹۷) می‌باشند. همچنین او نویسندهٔ رمان تاریخی موفق «کیمیا خاتون» است که از سال نشر (۱۳۸۳) تا سال ۱۴۰۱، پنجاه و یک بار تجدید چاپ شده‌است. کتاب کارآفرینی اجتماعی به شیوه سعیده قدس که شامل زندگینامه و تحلیل عواملِ موفقیتِ وی است، به همت مرکز کارآفرینی دانشگاه صنعتی شریف و توسط بنیانگذاران مجموعه کتاب‌های زندگی‌نامه کارآفرینان و مدیران بزرگ ایرانی دکتر رضا یادگاری (کارآفرین اثرگذار ملی و دبیر کمیته تخصصی توسعه کسب و کار یونسکو) و مهشید سنایی (برندگان جایزه ملی جلال آل احمد به پاس دو دهه نگارش ادبیات اقتصادی ایران) به وسیلهٔ انتشارات کارآفرینان بزرگ تألیف و چاپ شده‌است.